# Aeschynomene genistoides
Aeschynomene genistoides är en ärtväxtart som först beskrevs av Paul Hermann Wilhelm Taubert, och fick sitt nu gällande namn av Velva Elaine Rudd. Aeschynomene genistoides ingår i släktet Aeschynomene och familjen ärtväxter. Inga underarter finns listade i Catalogue of Life.